# 飴月零夜
飴月 零夜、飴月☆零夜 (あめつき☆れいや) は、日本の俳優。他にも歌手・声優・MC等。
関西を基盤に活動中。
血液型O型。

## 作品
出演作品：（予定含）
- 『虐性転使ザクロ』脚本・監修 【主題歌「CHANGING☆SOUL」零】 作詞・作曲・歌↑ 「CANDY★SiSTAR」共作詞
- 『MAN●room』主演
- 『闘え！剣真否郎R』
- 『魔法を使うおんなの子。』 脚本・共作詞・鬼王他
- 『法華戦隊ミョウレンジャー』馬頭鬼他 【主題歌Cosandoll/ココ&レイ】